# Kevala Jnana
Le Kevala Jnana est le stade de l'omniscience pour le croyant qui suit le jaïnisme. La traduction de kevala jnana est: parfaite connaissance. La connaissance de l'humain est alors absolue et parfaite. Tous les karmas ont été brûlés notamment les émotions et les plaisirs. Le kevala jnana est le treizième et avant-dernier gunasthana, le treizième stade avant la libération, le moksha donné lorsque le croyant quitte son enveloppe charnelle. L'adepte qui a atteint kevala jnana est sûr de devenir une âme libérée.